# ファンタステップ
『ファンタステップ』は、ジャレコより1997年4月25日に発売されたPlayStation、セガサターン用アドベンチャーゲーム。

## ゲーム内容
不思議な絵本「ファンタステップ」を手に入れ、その絵本の中の世界に入り込んでしまった主人公が、おかしくなってしまった絵本の世界の救うために冒険するアドベンチャーゲーム。建物や施設などが点在する2Dの「移動マップ」画面と、主人公を動かして探索したり人物と会話したりをする3Dの「通常画面」を行き来しながら、ゲームを進めていく。
3Dの「通常画面」時にボタンを押すと指カーソルが表示され、それを物や人物に合わせて再びボタンを押すと、その物や人物に対して実行できるコマンドが表示され、それにより主人公が様々なアクションを行う(物や人物を調べる、物を取る、人物に話しかける、など)。物や人物に対して実行するコマンドは文字ではなく、イラストとして表現されている(目を凝らすイラストなら物や人物を調べる、口に手を当てて喋りかけるイラストなら人物に話しかける、など)。付属取扱説明書ではこれを「ビジュアルコマンド」と呼称している。また、「通常画面」時に別のボタンを押すと、今まで入手したアイテムを物や人物に対して使う事ができる。これらコマンドを駆使しながらゲームを進めていく。
ゲーム中、主人公の取った行動や選択によって、ストーリーの展開が変化していく。また、エンディングも複数が存在するマルチエンディングとなっている。それまで辿ったストーリーの内容はゲーム中やセーブデータ選択画面にて閲覧でき、ゲームのクリアデータを読み込んだ際も同様に閲覧できる。
デザイン監修で城戸真亜子、メインテーマ作曲で高橋幸宏といったスタッフが参加しており、またゲーム中のナレーションは声優のTARAKOが担当している。
PlayStation版とセガサターン版とでは、使用されているBGMが一部異なる、一部オブジェクトの配置が異なる、PlayStation版では雲の国・東の街にカジノがあるがセガサターン版では無い、など細かな差異がある。

## 設定

### ストーリー
主人公は街はずれの古本屋にて古めかしい一冊の絵本が目に留まり、購入する。家に帰りその絵本「ファンタステップ」を読んでみると、絵本の内容がおかしい。更に読み進めていくとこう書いてあった。「この本の人々を救う勇気ある者はここにサインを・・・」
主人公は絵本にサインをすると、光の球が現れ、そして絵本の中に入り込んでしまう。主人公は目を覚ました場所、「祭りの国」を探索し、その国にある「祭りの国駅」にいた駅員の老人から、祭りの国はサボクリという植物が繁殖して住人が出ていき、そして誰もいなくなった事、更に祭りの国に最初に生えた「5本サボクリ」に色々な国に散らばった「花のリング」を5つ集めて花を咲かせると、他のサボクリにも花が咲きその後にみんな枯れてしまう、という話を聞く事になる。
主人公は絵本に書いてあった、祭りの国の住人がいなくなり祭りができなくなってから絵本の世界がおかしくなった事を思い出し、絵本の世界を救うために絵本の中の様々な国に散らばった花のリングを集める冒険にでる事となる。

### 舞台
祭りの国
絵本の世界の平和の鍵を握る祭りが行われる国。しかしサボクリという植物の繁殖により住人が出ていき、現在はほとんど人はいなくなっている。この国にある「サボクリの家」にて主人公が目覚める所からストーリーは始まる。また、この国にある「5本サボクリ」に5つの花のリングを納める事で、エンディングとなる。
地底の国
この国に住む「花の一族」の生み出す花の力によって、水、光、空気の調和を保ち絵本の世界のバランスを取っている、地底にある国。だが今は、金儲けと地底の国の支配のために花の一族の生み出す花に目を付け花の一族を誘拐し続けている「トンガッターズ」と、その花の一族を守る「マロヤッカーズ」という2つの種族が対立する国となっている。トンガッターズとマロヤッカーズ、2陣営の2つの城がそれぞれ存在する。
雲の国
雲の上にある、星の流れる天の川によって分けられた東西の街からなる広大な国。だが現在、天の川の氾濫により東の街と西の街とが行き来できない状態となっている。また、以前は優しい心の持ち主であった雲の国の王ゴービッカは、金の力でこの国を支配し、圧政を敷いている。東の街にはゴービッカの宮殿、エグジンの教会、雲のサーカス、バザールなどの施設が、西の街には雲の牧場や雲の塔といった施設のほかに各住人の民家がある。
踊りの国
雲の国の真下にある国。この国のパフォーマーであるピエロやロボットはストリートでダンスやコントをし、その笑いや感動が国のエネルギーになっている。だが今は、パフォーマー達がゴービッカの雲の糸によって操られ、不本意な踊りをさせられており、国の笑いや感動が減ってきている。なお、雲の国を先に救うと、この国も自動的に救われる事となる。
時間の国
海に面した、自然に恵まれた観光の地。しかし現在、国全体の時間が狂い異常なスピードで時が流れている。最初その事を一部の住人は魔女の呪いだと思い、時間の国に住む魔女を石に封印したが、それでも時間が戻らないので、他に魔女がいると噂になり、復讐を恐れ観光客はおろか住人すらほとんどいなくなってしまっている。
幻想の国
天才画家ピートカッソによって作られた国で、近くには「リン川」という川が流れる。ピートカッソの絵の具の調合しだいで綺麗にもなり汚くもなる国で、ピートカッソが正しい絵の具の調合方法を忘れてしまったため、本来は美しい国だったのが、国は汚れバケモノが出現する危険な国となっている。
音楽の国
様々な楽器や音符を模した建物が建つ国。この国にある「風の吹く丘」にある「風のオルゴール」から溢れるメロディによって絵本の世界は調和を保っていたが、今はこの国の王であるカチーリ・キランによって、オルゴールから不気味で気持ちの悪い音の流れる国へと変わっている。カチーリ・キランはこの国にある「ハルモニア城」を居城としている。
暗黒の国
薄暗く、黒い砂漠がどこまでも続く国。花の一族のユキノ曰く、邪悪なトンガッターズの心が作り出した国。住人の姿はなく、「黒い砂の砂漠」が広がるほか、時間の国から沈んできた「時間の館」もここにある。

## 登場キャラクター

### 主人公
主人公(デフォルトネーム：ボク)
本作の主人公。不思議な絵本、「ファンタステップ」にサインした事により、絵本の世界に入り込んでしまう。おかしくなってしまった絵本の世界を救うため、絵本の世界の様々な国に散らばった花のリングを集める冒険へと旅立つ。

### 祭りの国
駅員さん
祭りの国、「祭りの国駅」にて主人公と出会う駅員の老人。祭りの国がサボクリの繁殖で住人が出ていった事、サボクリを枯らせるには「5本サボクリ」に5つの花のリングを納め、花を咲かせる事が必要である事を主人公に教える。
しんちゃん
言葉を喋る機関車。昔は一日中休まずに働く優秀な機関車だったが、サボクリの繁殖で住人が出ていき誰もいなくなった頃から、暴走を始めるようになる。

### 地底の国
マロニー
マロヤッカーズの王。大きなニワトリのような姿をしている。花の一族を誘拐するトンガッターズと対立し、花の一族を守っている。
トンガリー
トンガッターズの皇帝。金儲けと地底の国支配のため、部下を使って花の一族を誘拐させ、花を生み出させている。
ユキノ
花の一族を治める女性。トンガッターズによって攫われ、トンガッターズ城の牢屋に捕えられている。
ルララ
花の一族の一人である少女。「花の一族の村」を訪ねてきた主人公に対し、トンガッターズとマロヤッカーズの事と、一族の長のユキノが捕えられている事を教える。

### 雲の国
エグジン
雲の国・東の街にある教会で牧師をしている男性。天の川の氾濫で東西の行き来ができなくなった雲の国を元に戻すため、虹の橋の研究をしている。
ゴービッカ
雲の国の王。以前は優しい性格をしていたが、今は金の力で雲の国を支配している。本人の話によると元は商人であり、先王を追放し今の座に就いた事が聞ける。
アマルル
ゴービッカの娘。天の川の氾濫により、西の街にいる思い人のクモルルと会えなくなっている。ゴービッカの心を元に戻す「くものマント」を織る技術を持つ。
クモルル
雲の国・西の街にある「雲の牧場」を所有する男性。アマルルとは恋仲であり、天の川の氾濫でアマルルと会えなくなっている。
テーセ
「ゴービッカの宮殿」へと向かう馬車の中で主人公と出会う男性。主人公に対し金銭の要求をしてくる。後に音楽の国、「ハルモニア城」の牢屋にて主人公と再開する。
ゴーリキ(ゴーリキー)
雲の国・西の街の「入道雲」にて刈り入れを行っている大工。どんなものでもバサバサ切る事ができる大きなはさみを所持している。PlayStation版では「ゴーリキ」、セガサターン版では「ゴーリキー」と、名前が微妙に異なっている。
グロブナー
雲の国・西の街にあるミルクバー「グロブナーの店」の主人。彼の店ではまず最初に彼に話しかけるのが礼儀になっており、これを怠ると彼の機嫌を損ねてしまう。
エクバル
「グロブナーの店」でミルクを飲んでいる男性客。飲み仲間から「雲の国で一番腕相撲が強い」と言われるが、女性には滅法弱い。

### 踊りの国
パトリシア
踊りの国にて主人公が出会う女性。ゴービッカが踊りの国の人々に催眠術をかけた際、「フランス人形屋敷」に隠れており難を逃れる。ゴービッカの雲の糸に操られているパフォーマー達を助けてくれるよう主人公に頼む。

### 時間の国
ジジスー
時間の国、「ジジスー古物店」の主人である老人。「鳴き時計の沼」に廃棄された時計を釣り上げては「時間の墓場」に埋葬している。人が時間に縛られ過ぎている事に疑問を感じ、時間の国の時間を元に戻すために行く必要になった暗黒の国へ繋がる道を隠してしまう。
ジグ
時間の国、「ジジスー古物店」にて出会う少年。かくれんぼをしたいが遊んでくれる人が誰もいないので、主人公に対し一緒に遊んでくれるように頼む。
クロックル
時間の国、「時間の館」の主人である男性。アクセサリーが大好きで、重い指輪を身に付けてしまった事により身動きが取れなくなる。それが原因で時計のネジが巻けなくなり、そのため時間の国の時間は狂い時間の館は暗黒の国に沈んでしまう事になる。
シーラ
時間の国に住む魔女。時間の国の時間が狂った際、一部の住人達に魔女の仕業と誤解され、石に封印されてしまう。

### 幻想の国
ピートカッソ
幻想の国、「天辺山」の頂上にて絵を描いている人物。幻想の国を作り出した天才画家で、絵画のような外見をしている。幻想の国はピートカッソの絵の具の調合しだいで綺麗にも汚くもなり、そしてその絵の具の正しい調合方法を忘れてしまったため、主人公に絵の具の調合を頼む。

### 音楽の国
パックン
音楽の国、「ライブハウス」にて生きているピアノ、ピーノと共に音楽を奏でている男性。「風の吹く丘」にある不気味な音楽の流れる風のオルゴールを直してくれるよう、主人公に頼む。
カローラ
音楽の国、「カローラの館」に住む魔女。ストーリーの進め方によっては、彼女から花のリングを受け取る事になる。
フローラ
音楽の国、「ハルモニア城」に捕えられている人魚の姫。その正体は花の一族の一人である。
カチーリ・キラン
音楽の国の王。人が苦しむさまを見るのが生きがいであると語り、絵本の世界を狂わせた元凶。グーンバルを騙し、自身の力を封じてきた祭りの国にサボクリを繁殖させた。美しい音色を苦手としている。

### 暗黒の国
グーンバル
暗黒の国「黒い砂の砂漠」にて出会う主人公とは知り合いの少年。主人公と同じく現実の世界の人間であり、絵本にサインした事により絵本の世界に入り込んでしまう。カチーリ・キランに騙され祭りの国にサボクリの種を植えてしまい、そして用済みになった後カチーリ・キランによって暗黒の国に送られてしまった。

## スタッフ
PlayStation版
- デザイン監修:城戸真亜子
- メインプランナー:黒須戸絵市、青木浩司
- プランナー:倉田賢一朗、西沢学
- メインプログラマー:寺山賢治
- プログラマー:山内貴光、清水剛史、P.K.、小林忠司、SUPPORT AI、山崎潤一
- イベントデータ作成:吉田明広、岩本修一、清水保治、立山豪、脇村孝幸
- 3Dモデリング&モーション:松田信(M²)、佐藤裕樹
- メイン背景モデリング&移動BG:荒川☆正人
- 背景モデリング:井上昌二郎、リュウノスケ、河村おさむ、鈴木康文
- 背景グラフィック:加藤靖雄、松本政隆
- メイン2Dグラフィック:福島洋一(ふくぼう)
- 2Dグラフィック:藤本圭、まっくろさー成年、古川健
- 助っ人2Dグラフィック:長谷川浩司、EF63新谷
- CGムービー&3Dキャラクター:志村正義
- ムービー制作:星昌和
- BGM,SE:緒方貴宏、山崎良、キューすけ
- ムービーサウンド:NIS
- プロデューサー:新宅司
- スペシャルサンクス:市崎裕康、ALL JALECO STAFF
- シナリオ制作:PSG阿部敏、PSG井上浩志
- アニメーター:みしな幸正
- ナレーション監修：村上彰
- ナレーション:TARAKO
- スペシャルサンクス:Roland
- メインテーマ作曲:高橋幸宏

セガサターン版
- デザイン監修:城戸真亜子
- メインプランナー:黒須戸絵市、青木浩司
- プランナー:倉田賢一朗、西沢学
- メインプログラマー:吉田明広
- プログラマー:岩本修一、清水保治、立山豪、脇村孝幸
- 3Dモデリング&モーション:松田信(M²)、佐藤裕樹
- メイン背景モデリング&移動BG:荒川正人
- 背景モデリング:井上昌二郎、リュウノスケ、河村おさむ、鈴木康文
- 背景グラフィック:加藤靖雄、松本政隆
- メイン2Dグラフィック:福島洋一(ふくぼう)
- 2Dグラフィック:藤本圭、古川健、まっくろさー成年
- CGムービー&3Dキャラクター:志村正義
- ムービー制作:星昌和
- 助っ人2Dグラフィック:長谷川浩司、EF63新谷
- BGM,SE:緒方貴宏、山崎良、キューすけ
- ムービーサウンド:NIS
- プロデューサー:新宅司
- スペシャルサンクス:市崎裕康、寺山賢治、山内貴光、清水剛史、P.K.、小林忠司、SUPPORT AI、山崎潤一、ALL JALECO STAFF
- シナリオ制作:PSG阿部敏、PSG井上浩志
- アニメーター:みしな幸正
- ナレーション監修：村上彰
- ナレーション:TARAKO
- スペシャルサンクス:Roland
- メインテーマ作曲:高橋幸宏

## 評価
ゲーム誌『ファミコン通信』の「クロスレビュー」ではセガサターン版は合計24点（満40点）となっている。

## 関連作品
- Tから始まる物語(1998年) - ジャレコよりPlayStationで発売されたアクションアドベンチャーゲーム。本作と同じく城戸真亜子、高橋幸宏がスタッフとして参加している。